# Parlamento da Namíbia
O Parlamento da Namíbia consiste na sede do Poder Legislativo da Namíbia. Sua estrutura adota o sistema bicameral, sendo composta por duas casas: o Conselho Nacional (câmara alta) e a Assembleia Nacional (câmara baixa).

## Críticas
Todos os membros do gabinete ministerial que compõe o Poder Executivo também são deputados da Assembleia Nacional. Tal configuração do poder foi criticada por cientistas política e pela sociedade civil namibiana, principalmente por membros de partidos de oposição ao partido dominante SWAPO, por criar uma situação de controle político do Poder Executivo sobre o Poder Legislativo, minando o pincípio democrático da separação entre os poderes. A antiguidade dos membros do gabinete geralmente relega os parlamentares recém-eleitos às últimas cadeiras do Parlamento.

## Expansão
Desde a independência da Namíbia em 1989 até a eleição parlamentar de 2014, a Assembleia Nacional era composta por 78 deputados, sendo 72 eleitos democraticamente através do sistema de representação proporcional e 6 membros nomeados pelo presidente. Por sua vez, o Conselho Nacional era até então composto 26 conselheiros, dos quais cada estado do país elegia 2 deles de modo a assegurarem igual representação política. Após a aprovação do referendo popular realizado no país em 2014, o artigo da Constituição que trata sobre o tamanho das representações políticas em ambas as casas legislativas foi alterada, abrindo espaço para a expansão tanto do número de conselheiros quanto do número de deputados.